# Puping Zhen
Puping Zhen (kinesiska: 普淜, 普淜镇) är en köping i Kina. Den ligger i provinsen Yunnan, i den sydvästra delen av landet, omkring 180 kilometer väster om provinshuvudstaden Kunming. Antalet invånare är 25 480. Befolkningen består av 12 439 kvinnor och 13 041 män. Barn under 15 år utgör 22,0 %, vuxna 15-64 år 69 %, och äldre över 65 år 7,0 %.
Genomsnittlig årsnederbörd är 902 millimeter. Den regnigaste månaden är juli, med i genomsnitt 199 mm nederbörd, och den torraste är januari, med 9 mm nederbörd.